# حنبعل 2 (باخرة)
الباخرة حنبعل 2 (بالأحرف اللاتينية: Hannibal II) هي سفينة صهريجية كانت تابعة لشركة قابس كيمياء للنقل، صنعت عام 1983م بفرنسا، وبدأت الخدمة في تونس في ماي 1983م. بيعت لشركة بانامية وبقي اسمها حنبعل 2 (Hannibal II).